# Córrego Fundo
Córrego Fundo es un municipio brasileño del estado de Minas Gerais. 